# Scruff
Скраф је међународна друштвена апликација за гејеве, бисексуалне и трансродне мушкарце која ради на иОС и Андроид уређајима. Апликација омогућава корисницима да учитавају профиле и фотографије и траже друге чланове према локацији и заједничким интересовањима. Корисници могу директно слати поруке другим корисницима или могу да користе функцију „Вуф “ апликације која омогућава корисницима да искажу интересовање за профил другог корисника.
Од 2019. године апликација има око 15+ милиона чланова широм света  при чему се СЦРУФФ преузимања одвијају у 180 земаља и шест континената. Апликација је преведена на 10 језика, укључујући шпански, португалски, немачки, француски, кинески и арапски.
Апликација је бесплатна за преузимање. Корисници се могу одлучити за куповину плаћеног чланства, Скраф Про, за приступ додатним функцијама.

## Историја
Компанију су 2010. године основали Џони Скандрос и Ерик Силверберг, који је сада њен извршни директор.
У 2013. години апликација је додала заједницу за ХИВ-позитивне кориснике под називом „Поз“. Скраф је прва апликација која је садржавала опције за припаднике војне и трансродне заједнице.
У октобру 2015. компанија је покренула Скраф Верзију 5, која је укључивала нове заједнице, врсте веза, сексуалне склоности и сигурносне праксе.
У 2018. години Скраф је престао користити програмске огласе треће стране, попут реклама, и прешао на модел прихода заснован на претплатама и директном оглашавању. Директор компаније Ерик Силверберг рекао је да се одлука заснивала на забринутости због „забринавајућих реклама“, као и сигурности корисника и приватности, посебно у регионима или земљама у којима је хомофобија још увијек широко распрострањена.
Од августа 2018. Скраф не захтева од чланова да дају информације о раси или националности. Извршни директор Ерик Силверберг рекао је да ће одлука помоћи компанији да „осигура да се узнемиравање, расизам и злостављање не десе.“ 
У јануару 2019, након вишеструких суспензија са Гоогле Плеј-а, Скраф је објавио да забрањује профилне фотографије на којима су „сексуално сугестивни загрљаји“ или чланови у доњем вешу или у купаћим костимима.
Скраф је у марту 2019. године покренуо тривијални шоу игара под називом „Хоустинг“. Корисници се такмиче за новчане награде одговарањем на питања из поп културе и историје темељене на ЛГБТ језику путем апликације Сцруфф. Такође могу да прегледају и шаљу „ Вуф“ обавештења другим играчима.

## Награде и признања
У 2014. години компанија је освојила неколико награда за мобилне апликације укључујући <i id="mwOw">Тајмс оут</i> Њујорк бест апп награда.
У 2018. години Скраф је уврштен на листу дигиталних трендова „Најбољих ЛГБТ апликација за упознавање за Андроид и иОС.“ 
У 2018. години Дневни Дот је назвао Скраф  једним од „9 најбољих сајтова за упознавање и апликација за хомосексуалце.“ 
ТекРадар је Скраф уврстио на своју листу "најбољих апликација за упознавање 2019." 

## Сигурност, свест и сигурност
Током 2015. године, компанија је додала функцију упозорења за путнике која обавештава кориснике када дођу у једну од отприлике 100 земаља у којима је хомосексуалност криминализована, члановима се шаље упозорења о непосредним питањима безбедности у овим регионима, и сарађује са Међународним лезбијкама, гејевима, бисексуалцима и транс и Удружење Интерсек (ИЛГА), на веб страници која идентификује анти-гејеве законе у таквим земљама.
Извршни директор Скраф-а Ерик Силверберг је 2018. рекао да Скраф не планира да се интегрише с Фацебоок-ом због забринутости о приватности и вађењу података.

## Операције
Помоћу геолокације, кућни интерфејс приказује мрежу слика корисничких профила, распоређених од најближих до најдаље. Додиривањем слике отвара се профил корисника који приказује опције за ћаскање, слање „Вуф“, чување профила и откључавање корисника, приватних фотографија, видео записа и других информација.

### Карактеристике
- Услуга „Вентуре“ фокусирана на путовања омогућава корисницима да прегледавају популарне туристичке дестинације широм света, да се састану са другим корисницима, преносе РСВП на локалне догађаје и претражују смештај. Предузеће такође укључује функцију за ћаскање која кориснике повезује са локалним „амбасадорима“ који могу да дају предлоге о томе где да иду и шта да раде на више од 500 дестинација.[10][13]
- Опција „Вуф“ омогућава члановима да искажу интерес „Вуфингом“ на другом члану као алтернативном избору за директно слање порука.
- Функција "Стелф Мод" користи ГПС замрачење да сакрије локацију корисника ако члан одабере ту опцију ради њихове приватности или заштите.[15]
- Подударање: Ова значајка омогућава корисницима да фотографишу функцију преласка прстом за чланове који посебно траже везе.
- Увиди: Омогућује корисницима да виде статистику засновану на реакцији одређених корисника на друге заједнице унутар апликације.

## У популарној култури
Компанија је представила рекламну кампању на билборду испред Супер Бол XLIX-а на коме је писало „Играј за наш тим“ како би подстакла прихватање геј професионалних спортиста.
Оснивач Џони Скандрос и Скрафов Пит Кру били су изазовни гости у 6. сезони РуПаул-ове Драг Раце .
Скраф је подржао међународни фестивал Квир позоришта и филма у Квину у Делхију 2016. године.
У октобру 2018. године, Јутјуб-ова личност и модел Брендан Џордан удружио се са Скраф-ом како би промовисао Национални дан аутовања .

### Категорије
- Уводи о рачунару у 2010
- Андроид (оперативни систем) софтвер
- Софтвер БлацкБерри
- Веб странице геј мушкараца
- Геосоцијално умрежавање
- ИОС софтвер
- Мушка бисексуалност
- Мушка хомосексуалност
- Мобилни социјални софтвер
- Исти секс на интернету
- Услуге интернет упознавања
- Онлајн апликације за упознавање